# Даја (Бахња)
Даја (рум. Daia) насеље је у Румунији у округу Муреш у општини Бахња. Oпштина се налази на надморској висини од 362 m.

## Становништво
Према подацима из 2002. године у насељу је живело 227 становника.

### Попис2002.
| Расподела становништва по националности 2002.‍ | Расподела становништва по националности 2002.‍ | Расподела становништва по националности 2002.‍ | Расподела становништва по националности 2002.‍ | Расподела становништва по националности 2002.‍ |
| --------------------------------------------- | --------------------------------------------- | --------------------------------------------- | --------------------------------------------- | --------------------------------------------- |
|                                               |                                               |                                               |                                               |                                               |
| Румуни                                        | Румуни                                        |                                               | 70                                            | 30,8%                                         |
| Мађари                                        | Мађари                                        |                                               | 148                                           | 65,2%                                         |
| Роми                                          | Роми                                          |                                               | 9                                             | 4,0%                                          |